# Szabelnia (obwód lwowski)
Szabelnia (ukr.  Шабельня, dawn. alt. Sałasze) – wieś na Ukrainie w rejonie lwowskim (wcześniej w rejonie żółkiewskim) obwodu lwowskiego. Liczba ludności wynosi ponad 800 osób.
Wieś położona na północ od Rawy Ruskiej, do której dawniej należała.